# Xochiltepec, Zapotitlán
Xochiltepec är en ort i Mexiko.   Den ligger i kommunen Zapotitlán och delstaten Puebla, i den sydöstra delen av landet, 220 km sydost om huvudstaden Mexico City. Xochiltepec ligger 1 995 meter över havet och antalet invånare är 200.
Terrängen runt Xochiltepec är kuperad åt sydväst, men åt nordost är den bergig. Terrängen runt Xochiltepec sluttar norrut. Runt Xochiltepec är det glesbefolkat, med 8 invånare per kvadratkilometer. Närmaste större samhälle är San Gabriel Chilac, 14,0 km nordost om Xochiltepec. I omgivningarna runt Xochiltepec växer huvudsakligen savannskog.